# Triades indo-européennes
Pour les articles homonymes, voir Triade et Trinité.
 (août 2017).
Si vous disposez d'ouvrages ou d'articles de référence ou si vous connaissez des sites web de qualité traitant du thème abordé ici, merci de compléter l'article en donnant les références utiles à sa vérifiabilité et en les liant à la section « Notes et références ».
Les sociétés indo-européennes antiques ont, chacune, défini une triade de divinités majeures qui reflètent, au niveau du sacré, les fonctions tripartites indo-européennes autour desquelles s'organisent ces sociétés. Si la religion désigne un ensemble de rites et croyances, adoptés par une société, si elle imprègne les actes les plus prosaïques (jusqu'aux décorations de l'habitat) et détermine les rapports hiérarchiques, elle est elle-même prédéterminée par la société.

## Le sacré, miroir d'un profane tripartite
Selon Georges Dumézil, le terreau commun indo-européen comprend, entre autres, une hiérarchisation des divinités qui reflète celle de la société fondée sur un fonctionnement tripartite. 
La triade théologique indo-européenne reflète la tripartition fonctionnelle de la société indo-européenne entre :
- la fonction religieuse liée au sacré ;
- la fonction militaire liée à la force ;
- la fonction productrice liée à la fécondité.

La première fonction présente elle-même deux aspects, l'un est formel, d'origine sacerdotale, et s'exprime dans une dimension juridique enracinée dans ce monde (le « sacré ») ; l'autre aspect de la souveraineté est fondé sur la puissance et est enraciné dans l'autre monde (le « saint »).

## Antiquité
Dans la religion de la Rome antique, la triade précapitoline comprend Jupiter qui incarne la souveraineté, Mars, symbole évident de la force guerrière et Quirinus prenant en charge la production et la fécondité. Cette triade précapitoline, correspondant à la triade ombrienne : Jupiter, Mars et Vofionus, un dieu dont l'étymologie permet de lui attribuer une fonction homologue à celle de Quirinus.
Elle est remplacée par la triade capitoline, celle vénérée sur la colline du Capitole, qui comprend Jupiter déjà cité et qui garde son rôle, Minerve, déesse de la sagesse mais aussi de la guerre aux attributs guerriers (égide, lance) qui prend la place de Mars pour incarner la force guerrière, Junon, quant à elle, symbolise le mariage lorsqu'elle est représentée recouverte de voiles, ou est associée à la fécondité lorsqu'elle en tient l'emblème, une pomme de grenade.

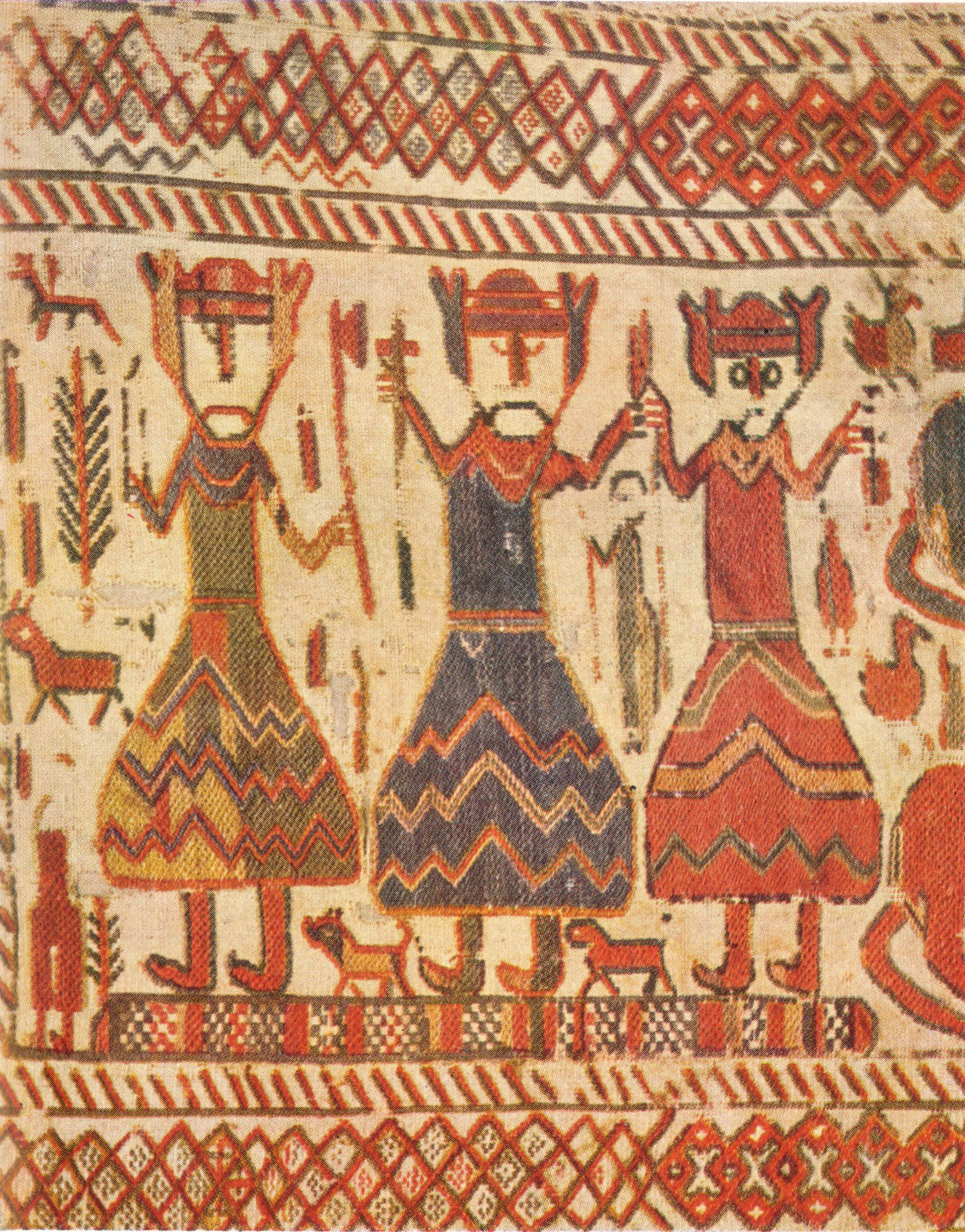
Cette tapisserie suédoise du XIIe siècle représente les trois rois mages avec les attributs des anciens dieux scandinaves : Odin le borgne, Thor avec son marteau et Freyr qui porte un épi.

Dans la mythologie germanique et nordique, la triade est représentée par Odin, le dieu suprême qui occupe la place de Jupiter dans la triade capitoline, Týr ou Thor, dieu de la guerre et de la force symbolise, comme Mars ou Minerve, la fonction guerrière alors que Freyr, le dieu de la vie et de la fertilité, représente le troisième élément.
Dans la mythologie celtique, Taranis, Ésus et Teutatès, composent la triade celtique telle qu'attestée par le poète latin Lucain.

## Du védisme aryen à l'hindouisme

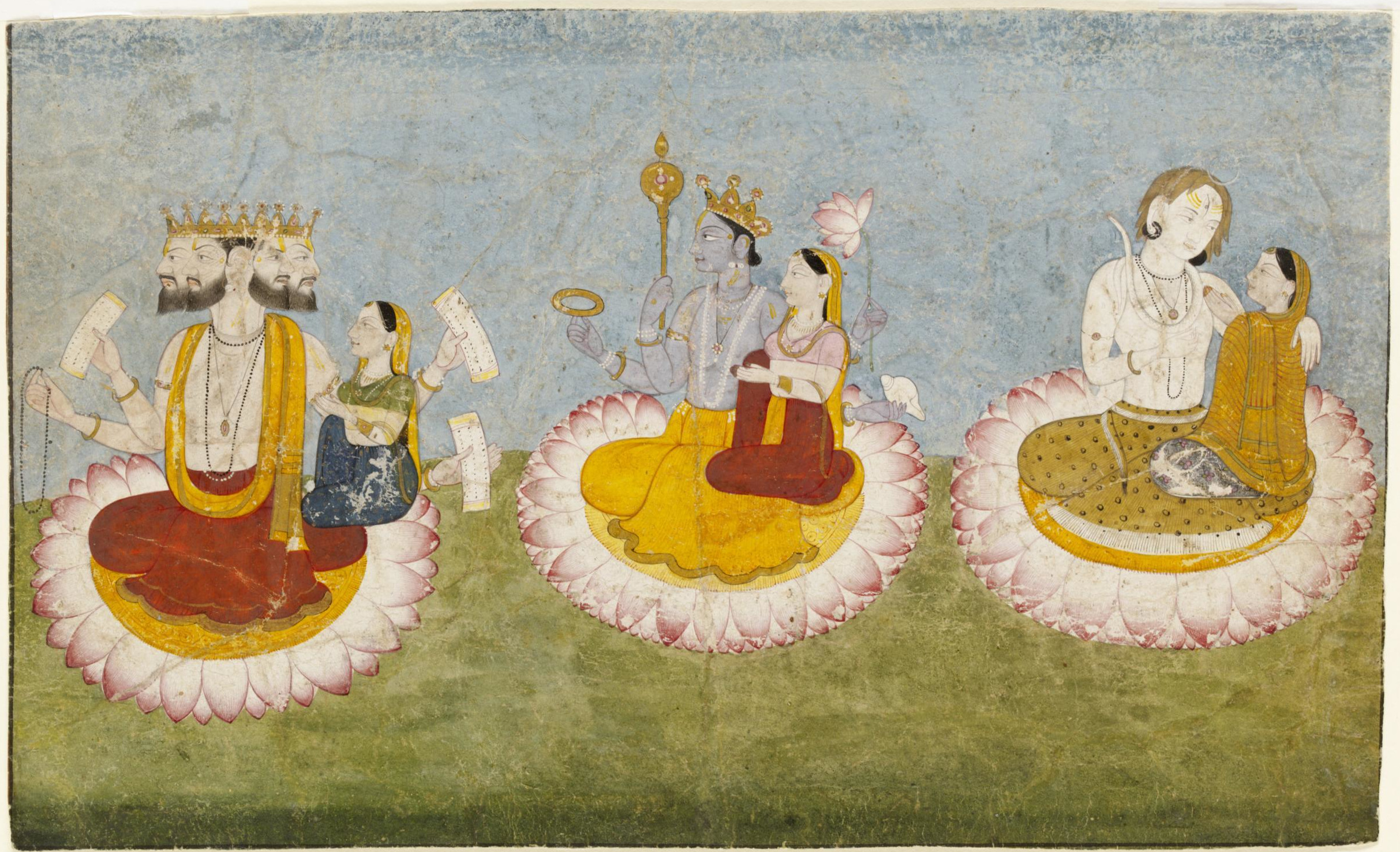
Brahmâ, Vishnou et Shiva assis en lotus avec leurs consœurs respectives Saraswati, Lakshmi and Paravati.

On retrouve en Inde les mêmes triades que dans les mythologies européennes. L’hindouisme conçoit la trimûrti (« trois formes » en sanskrit), comme une triade divine comprenant les dieux Brahmâ le créateur, Vishnou, associé à la conservation et à la protection, et Shiva, symbolisant la destruction.
D'un point de vue historique, la trimûrti succède au védisme. La trinité védique est formée d'Agni, seigneur du feu sacrificiel et du foyer, d’Indra, divinité de la guerre et incarnation de la force et de Sûrya qui incarne le soleil et la génération (il est le père du premier homme).

## La Trinité syncrétique
Le mot « trinité » n’appartient pas au vocabulaire du Nouveau Testament, ni au dogme originel des premières communautés chrétiennes.
Cependant, en Matthieu 28:19, Jésus de Nazareth dit « Allez, faites de toutes les nations des disciples, les baptisant au nom du Père, du Fils et du Saint-Esprit ». Par ailleurs le récit du baptême de Jésus rapporté par les quatre évangiles est marqué par la présence simultanée des trois personnes de la Trinité.
On trouve le mot grec Τριάς, Trias, qui signifie « trois », utilisé à propos des trois Personnes divines, pour la première fois (vers 180) dans les écrits de Théophile d'Antioche (À Autolycus, II, 15). C’est Tertullien (dans les premières années du IIIe siècle) qui introduit le terme Trinitas dans le lexique théologique latin (Contre Praxeas). C'est avec l'arianisme, au début du IVe siècle, qu'enfle la polémique, et l'usage du mot. Mais avant cette période aucun chrétien ne se référait explicitement à la trinité[réf. nécessaire].